# Athripsodes shqiperiensis
Athripsodes shqiperiensis är en nattsländeart som beskrevs av Pavel Chvojka 1997. Athripsodes shqiperiensis ingår i släktet Athripsodes och familjen långhornssländor. Utöver nominatformen finns också underarten A. s. timfiensis.